# Base de données européenne des pommes de terre cultivées
 (février 2024).
La base de données européenne des pommes de terre cultivées (ECPD, European Cultivated Potato Database ) est une base de données collaborative en ligne donnant les caractéristiques des variétés de pommes de terre cultivées en Europe.
Les recherches peuvent être effectuées par noms de variétés, ou par les différentes caractéristiques enregistrées.

## Quelques chiffres
- 159 848 observations
- 29 contributeurs
- 91 critères
- 4 119 variétés cultivées
- 1 354 lignées

## Caractéristiques et objectif
Les données sont indexées par variétés, caractéristiques, pays d'origine, et contributeurs. La recherche permet de sélectionner facilement une variété donnée et les variétés similaires sur la base de critères botaniques.
La base de données européenne des pommes de terre cultivées est le résultat de la collaboration entre participants de huit pays de l'Union européenne et cinq pays d'Europe de l'Est. Son objectif est d'être une source d'information sur les variétés que ces pays  entretiennent. Plus de vingt trois organisations scientifiques contribuent activement à cette entreprise.
La base de données est maintenue par la Scottish Agricultural Science Agency dans le cadre du European Cooperative Programme for Crop Genetic Resources Networks (ECP/GR) qui est organisé par le International Plant Genetic Resources Institute (IPGRI).  L'ECPD a été créée pour faire progresser,  dans le cadre de son mandat, la préservation et l'utilisation de la diversité génétique pour le bien-être des générations présente et futures.